# Ernst Zinner
Ernst Zinner (Złotoryja, Baixa Silésia, 2 de fevereiro de 1886 – Planegg, 30 de agosto de 1970) foi um astrónomo e historiador da astronomia alemão. Zinner, juntamente com Michel Giacobini, descobriu em 1900 o cometa 21P/Giacobini-Zinner

## Vida
Foi um astrônomo alemão e famoso historiador da astronomia. Após estudos em Munique e Jena, obteve seu PhD em 1907 na Universidade de Jena, seguido por estadias na Universidade de Lund, na Universidade de Paris e no Observatório Königstuhl em Heidelberg. A partir de 1º de fevereiro de 1910, Zinner trabalhou como assistente no Observatório Remeis, em Bamberg. Aqui, em 23 de outubro de 1913, ele redescobriu o cometa 21P/Giacobini-Zinner, que havia sido previamente descoberto por Michel Giacobini em 1900. Seu trabalho principal durante este tempo foi em estrelas variáveis. Depois de trabalhar como meteorologista durante a Primeira Guerra Mundial, Zinner voltou para Bamberg, mas depois mudou-se para Munique para trabalhar em geodésia. Em 1924, Zinner recebeu o título de professor da Universidade de Munique. Ele foi nomeado diretor do Remeis-Observatory em Bamberg, Alemanha, em 1926 e aposentou-se em 1956. Durante esse tempo, seu principal trabalho astronômico centrou-se na astronomia estelar. Sua principal especialidade e interesse, no entanto, era a Astronomia do Renascimento e a história dos instrumentos astronômicos, área na qual começou a trabalhar em 1925. Seus obituários citam um total de 9 000 páginas impressas sobre o assunto, sendo as mais significativas voltadas para biografias e catalogando os primeiros trabalhos e instrumentos astronômicos.

## Trabalhos
- Verzeichnis der astronomischen Handschriften des deutschen Kulturgebietes. Beck, München 1925.
- Helligkeitsverzeichnis von 2373 Sternen bis zur Größe 5.50. Buchner, Bamberg 1926.
- Die Geschichte der Sternkunde von den ersten Anfängen bis zur Gegenwart. Springer, Berlin 1931.
- Johannes Kepler, Lübeck: Coleman 1934
- Das Leben und Wirken des Nikolaus Koppernick, Abhandlungen und Berichte, Deutsches Museum, Jahrgang 9, Heft 6, Berlin, VDI Verlag 1937
- Leben und Werk des Johannes Müller, München 1938, Reprint Osnabrück 1968 (Biographie von Regiomontanus). Englische Übersetzung: Regiomontanus, North Holland 1990
- Die ältesten Räderuhren und modernen Sonnenuhren. Forschungen über den Ursprung der modernen Wissenschaft. (= Bericht der Naturforschenden Gesellschaft. 28). Bamberg 1939.
- Geschichte und Bibliographie der astronomischen Literatur in Deutschland zur Zeit der Renaissance. 2. Aufl. Hiersemann, Stuttgart 1964, ISBN 3-7772-6407-5 (Erstausgabe Leipzig 1941).
- Entstehung und Ausbreitung der Copernicanischen Lehre, Beck, 2. Auflage 1988 (zuerst 1943)
- Astronomie. Geschichte ihrer Probleme. München 1951 (= Orbis academicus. 2, Band 1); Nachdruck: Verlag Karl Alber, Freiburg im Breisgau 1984, ISBN 3-495-44103-4.
- Astronomie, München: Alber 1951.
- Peter Henlein und die Erfindung der Taschenuhr. In: Jahrbuch der Deutschen Gesellschaft für Chronometrie. Band 4, 1953, S. 8–12.
- Zur Deutung der astrologischen Bleikapsel in Freiburg. In: Forschungen und Fortschritte, 30. Jhrg. Heft 3, Berlin 1956, S. 65–67.
- Deutsche und niederländische astronomische Instrumente des 11.–18. Jahrhunderts. Beck München 1956.; 2. Auflage ebenda 1967, weitere Auflage 1979.
- Alte Sonnenuhren an europäischen Gebäuden, Wiesbaden: Steiner 1964.